# Бои за Конотоп
Бои за Конотоп — боевые столкновения между между российскими и украинскими вооружёнными силами в районе города Конотоп Сумской области на начальном этапе вторжения России в Украину в феврале—апреле 2022 года.

## Боевые действия
На раннем этапе вторжения в Украину российские войска планировали быстрое окружение и взятие Киева, и наступление на украинскую столицу велось сразу с нескольких направлений. В Сумской области российское наступление шло по линиям Глухов — Конотоп — Нежин, Сумы — Прилуки, Тростянец — Гадяч. Первое время Вооружённые силы Украины не вступали в прямые столкновении, и российские силы не встречали значительного сопротивления. К 11 утра 24 февраля колонна техники была в райцентре Бурынь, к 17 часам — достигла Сум, а вечером до 300 единиц российской техники подошли к Конотопу, где им дада бой 58-я отдельная мотопехотная бригада.

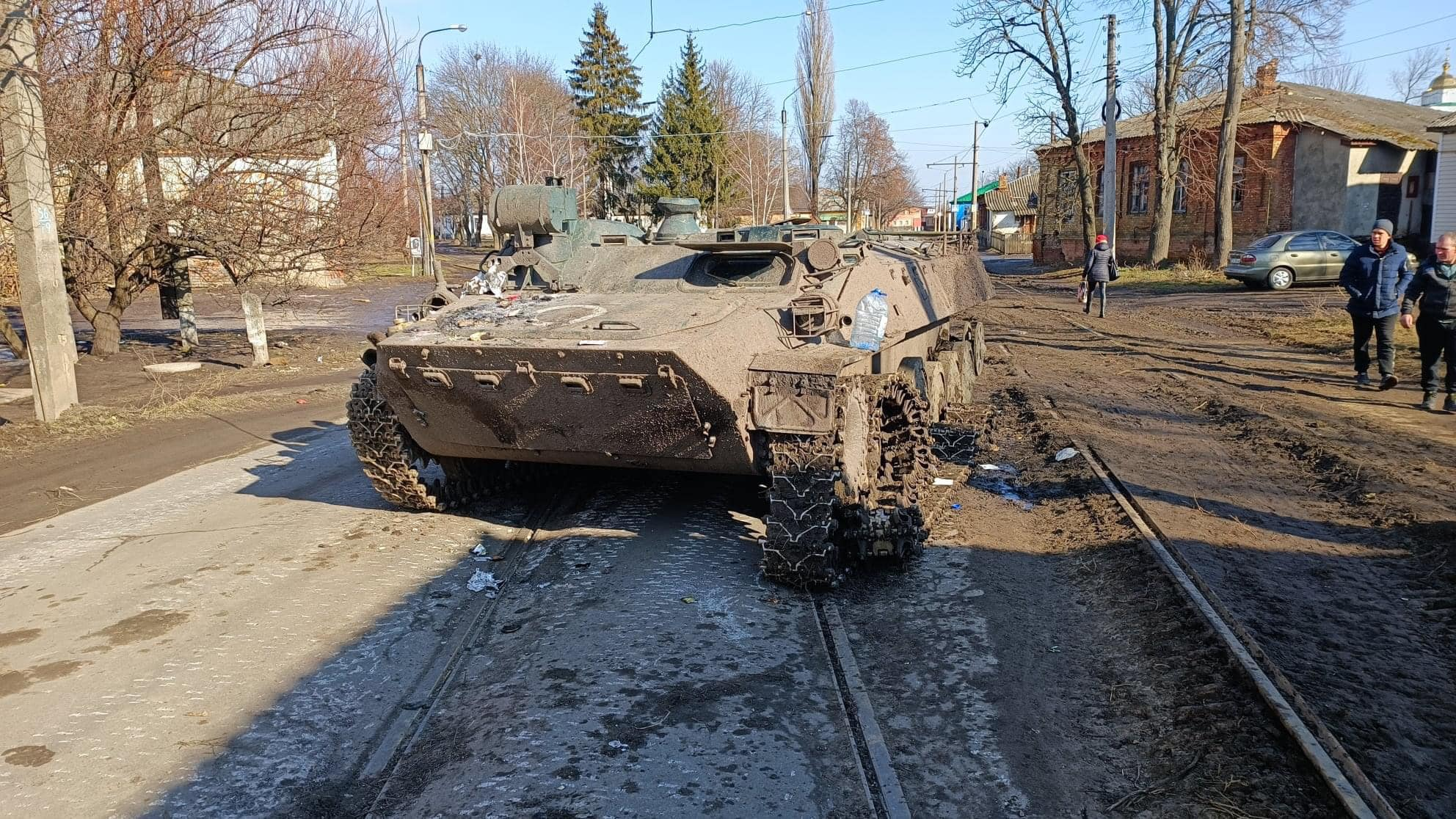
Российский ПТРК «Штурм», уничтоженный 24 февраля

Бои на подступах к Конотопу продолжались всю ночь на 25 февраля, утром начался штурм. Украинским войскам удалось отразить нападение: СМИ со ссылкой на военных сообщали о 40 единицах техники, которые потеряла российская сторона. После неудачного штурма российские военные начали артобстрел города, подразделения ВСУ отступили из Конотопа. Город оказался в окружении, а основные российские силы продолжили движение на Киев. 25 февраля Генеральный штаб Вооружённых сил Украины сообщил о потере Конотопа. 

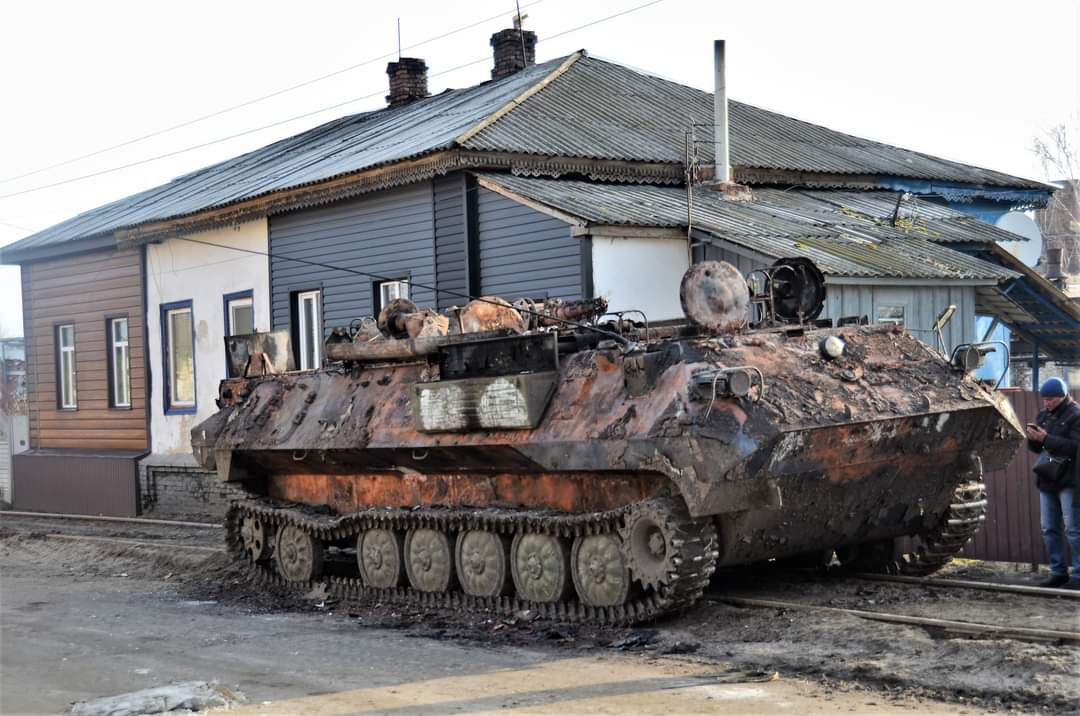
Подбитая техника на улице Конотопа

В действительности, город был окружён, но не захвачен. Российские военные пытались угрозами или обещаниями склонить местные власти к сдаче, а жителей — к вступлению в «Российскую освободительную армию». Российские военные вели переговоры с городскими властями и выдвигали ультиматумы. Местные власти сообщали, что российские силы под Конотопом столкнулись с проблемами с топливом и продовольствием, а солдаты пытались купить необходимое у местных или занимались мародёрством. Также украинские СМИ писали, что российские военные пытались купить у местных бензин и требовали продукты.
2 марта, когда в Конотоп прибыла делегация российских военных, глава города Артём Семенихин собрал митинг, на котором рассказал об угрозах сравнять город с землёй, если сопротивление не прекратится. Местные встретили российских солдат презрительными выкриками. На одной из видеозаписей видно, что один из российских военных, идущих в сопровождении мэра Конотопа через недовольную толпу, в качестве угрозы несёт в поднятых руках гранаты. Переговоры 2 марта не имели успеха, но в дальнейшем власти Сумской области достигли какого-то соглашения с оккупационными силами.
В период оккупации Сумской области местная католическая община оказывала помощь жителям Конотопа, приютила несколько семей и доставляла еду 1,5 тысячам человек. Украина направляла в Красный крест запрос на организацию гуманитарного коридора по направлению Сумы — Шостка — Ромны — Конотоп — Ахтырка. Часть жителей эвакуировалась из Конотопа в Полтаву. В начале апреля Конотоп был освобождён в рамках украинского контрнаступления.

## Военные преступления
Как и на других оккупированных территориях, в Конотопском районе российские военные проявили неоправданную жестокость в отношении местных жителей. В начале марта украинские силы обнаружили вблизи Конотопа три изуродованных тела гражданских лиц, на что российская сторона ответила обвинениями в провокации. В числе эпизодов, которые расследователи украинские правоохранительные органы — убийство 41-летнего жителя Конотопа, которого пытали, застрелили и бросили на окраине села Семьяновка.
В июне 2022 года украинское следствие идентифицировало одного из офицеров, причастных к насилию над мирными жителями. По приказу военного коменданта Самары, подполковника Георгия Петрунина, российские военные похитили и незаконно удерживали, избивали и пытали гражданских в районе Конотопа. Под угрозой внесудебной казни солдаты требовали от местных донести на участников АТО и сотрудников ССО ВСУ и сообщить о местах хранения оружия.

## Последствия
В ходе боевых действий в Конотопе пострадала часть подвижного состава трамвайного парка, из-за чего городские линии работали в ограниченном режиме. В феврале 2023 года власти Варшавы передали Конотопу 10 трамваев Konstal 105Na, а мэрия города Острава — 25 Tatra T3 и Tatra T6 и три автобуса Solaris.
Военные действия в окрестностях Конотопа нанесли вред местной популяции краснокнижных бизонов. Хотя в непосредственной близости от их мест обитания не велось активных боёв, шум и отдалённые выстрелы стали для бизонов стрессом. Бизоны ушли вглубь леса и вернулись только год спустя. Стресс сказался на численности популяции: за год с начала вторжения в обитающем близ Конотопа стаде бизонов не родилось ни одного детёныша.

## Последующие события
Вскоре после освобождения Конотопа, 5 мая 2022 года в городе была запрещена деятельность Украинской православной церкви Московского патриархата. Местные власти объяснили это угрозой, которую та представляет для национальной безопасности Украины. В городе начался процесс систематического переименования улиц: в сентябре 2022 года городская рабочая группа по дерусификации предложила к переименованию около трети улиц города, названия которых вызывали ассоциации с Россией или Советским Союзом. Также в конце 2022 года городское руководство перенесло празднование дня города с 6 сентября (годовщины освобождения Конотопа от немецких войск в ходе Второй мировой войны) на вторую субботу июля — день Конотопской битвы, когда казаки и крымские татары нанесли поражение русскому московскому войску. 
В дальнейшем Конотоп несколько раз попадал под обстрелы, целями которых были объекты гражданской инфраструктуры. В ходе ракетного удара 29 декабря 2023 года в Конотопе были повреждены многоквартирный дом и автосервис, пострадали 3 человека. 12 сентября 2024 года Сумская область была атакована российскими дронами-камикадзе «Шахед-136». В Конотопе беспилотники поразили жилые дома, больницу и школу, трамвай и энергетические объекты, а 14 человек получили ранения.

## В культуре
Ненасильственное сопротивление Конотопа российскому вторжению напомнило украинцем о фольклорном сюжете о конотопских ведьмах, прославленном в 1833 году в одноимённой сатирической повести украинского писателя Григория Квитка-Основьяненко. Широко распространилось видео, на котором местная жительница сообщает российскому военному: «Ты вообще-то знаешь, где находишься? Это Конотоп, здесь каждая вторая женщина — это ведьма. У тебя завтра хуй стоять уже не будет».
В августе 2024 года в Национальном драматическом театре им. Ивана Франко прошла премьера постановки «Ведьма Конотопа», основанной на повести Квитка-Основьяненко, в которой нашлось много параллелей с российско-украинской войной (например, объединение героев для противостояния царской России). В том же месяцев вышел в прокат фолк-хоррор «Конотопская ведьма», главной героиней которого стала древняя ведьма, мстящая российскими военным за убийство её возлюбленного. За первый месяц проката фильм собрал более 1,1 млн долларов.